# Cantón de Gabarret
El cantón de Gabarret era una división administrativa francesa, que estaba situada en el departamento de Landas y la región de Aquitania.

## Composición
El cantón estaba formado por quince comunas:
- Arx
- Baudignan
- Betbezer-d'Armagnac
- Créon-d'Armagnac
- Escalans
- Estigarde
- Gabarret
- Herré
- Lagrange
- Losse
- Lubbon
- Mauvezin-d'Armagnac
- Parleboscq
- Rimbez-et-Baudiets
- Saint-Julien-d'Armagnac

## Supresión del cantón de Gabarret
En aplicación del Decreto n.º 2014-181 de 18 de febrero de 2014, el cantón de Gabarret fue suprimido el 22 de marzo de 2015 y sus 15 comunas pasaron a formar parte del nuevo cantón de Alta Landa Armañac.